# 瓦房顶子山石棺墓群
瓦房顶子山石棺墓群，位于中国吉林省东丰县大阳镇内，为一个省级文物保护单位，类型为古墓葬，公布时间为2007年5月31日。该文物保护单位由东丰县文物管理所管理。
瓦房顶子山石棺墓群的历史年代为青铜时代。